# 小樽天狗山ロープウエイ
小樽天狗山ロープウエイ（おたるてんぐやまロープウエイ、英: OTARU TENGUYAMA ROPEWAY）は、北海道小樽市にあるロープウェイ。

## 概要
天狗山の斜面にあり、小樽港や石狩湾などを一望することができるビューポイントとなっている。北海道中央バスのグループ会社「中央バス観光開発」が運営している。周辺にはガラス工房やペンションが立地している。冬季は「小樽天狗山スキー場」となる。
2009年（平成21年）には「小樽天狗山ロープウェイ・展望台」として『ミシュラン・グリーンガイド・ジャポン』（フランス語版）で一つ星に選定された。

## 路線データ

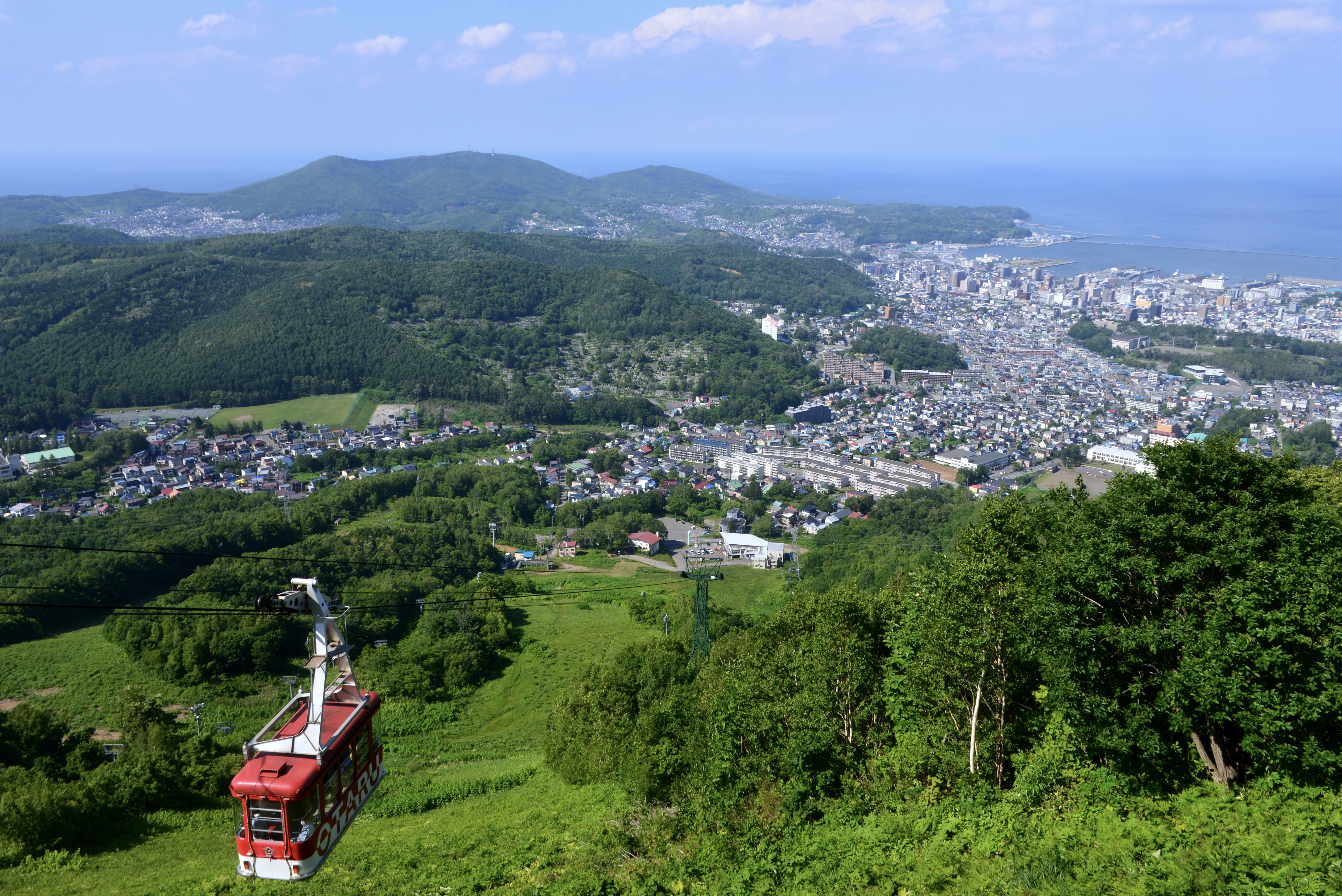
1号車

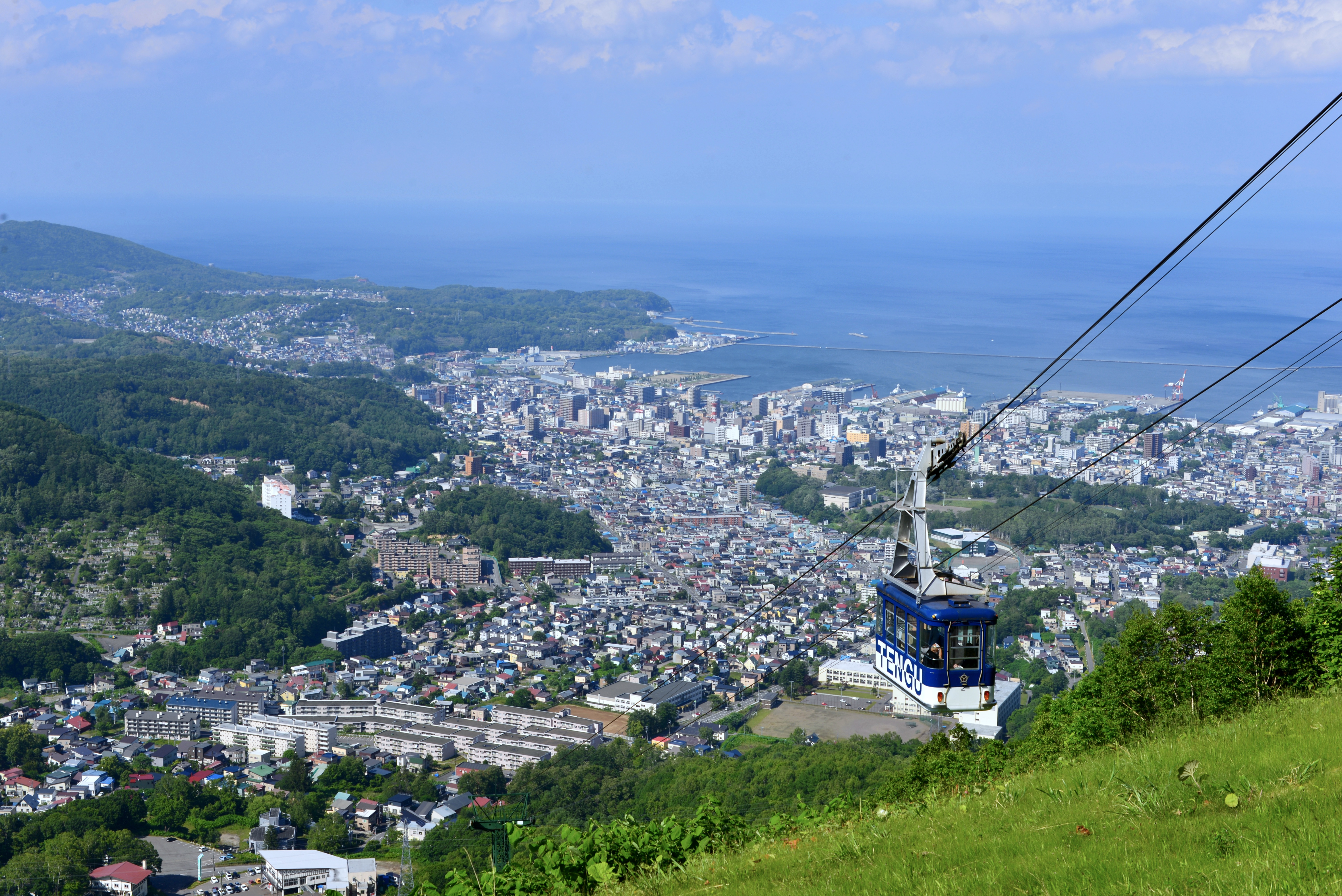
2号車

搬器は、赤い搬器に「OTARU」、青い搬器に「TENGU」と書かれているが、正式な呼び名は、赤い搬器を「1号車」、青い搬器を「2号車」と呼称している。開業当初は、北海道中央バスの「ハイデッカーカラー」と呼ばれる、白地に灰色とワインレッドの帯に塗られていたが、後に「高速カラー」と呼ばれる白地に赤い2本線・アクセントに赤斜線になっている。
- 種別・方式：普通索道・3線交走式（1支索2曳索）
- 路線距離：735 m
- 高低差：271 m
- 定員：30名
- 運行速度：3.6 m/秒
- 所要時間：4分
- 駅数：2駅（起終点駅を含む）
  - 山麓駅（北緯43度10分39.6秒 東経140度58分31.0秒 / 北緯43.177667度 東経140.975278度）
  - 山頂駅（北緯43度10分19.0秒 東経140度58分18.5秒 / 北緯43.171944度 東経140.971806度）

## 料金
中学生から大人料金となり、未就学児は大人1名につき1人無料となる。また、身体障がい者手帳や療育手帳を持っている本人と同伴者1名は、大人料金の半額となる。札幌・小樽発着のロープウェイ+バスのセット料金を設定している。
- 一般
  - 往復：大人1,400円、小人700円
  - 片道：大人840円、小人420円
- 団体（20名以上）
  - 往復：大人1,300円、小人650円

## 沿革
1979年（昭和54年）に北海道中央バスが小樽市から天狗山のスキー場を取得してロープウェイなどを設置し、「小樽天狗山スキー場」としてオープンした。その後も資料館やシマリス公園、神社、スライダーなどの施設を整備していった。

## 施設
山頂施設
- 山頂駅
  - 山頂展望レストランてんぐ・ショップ
  - 天狗の館、小樽スキー資料館、天狗山ギャラリー
  - 屋上展望台
- 天狗桜展望台
- 第1展望台
- 第2展望台（冬期閉鎖）
- 第3展望台（冬期閉鎖）
- 天狗山スライダー
- 天狗山神社
- 鼻なで天狗さん
- シマリス公園
- 天狗広場

山麓施設
- 山麓駅
  - チケット売場
- ヴィラ・マウンテング
- ザ・グラス・スタジオ イン オタル
- 小樽天狗山 本館
- 小樽天狗山 山麓館

## イベント
- 元旦・初日の出
- 小樽雪あかりの路
- 天狗山クリーンハイキング
- 山の日
- おたる天狗山夜景の日
- おたる天狗山まつり
- 小樽ゆき物語[9]

## アクセス・駐車場
- 北海道中央バス（おたもい営業所）「天狗山ロープウェイ」バス停下車
- 北海道旅客鉄道（JR北海道）小樽駅から車で約15分
- 札樽自動車道小樽ICから車で約15分
- 駐車場あり

## 参考資料
- “有価証券報告書 第73期（平成27年4月1日—平成28年3月31日）” (PDF).  北海道中央バス (2016年). 2019年3月21日閲覧。